# Атакпаме
Атакпа́ме (фр. Atakpame) — місто в Того. Є адміністративним центром регіону Плато і префектури Огоу.

## Географія
Атакпаме розташоване в центральній частині Того, за 161 кілометр на північ від узбережжя Гвінейської затоки і столиці країни Ломе, на західних відрогах гірського пасма Атакор на висоті 376 м над рівнем моря.

### Клімат
Місто лежить у зоні, що характеризується кліматом тропічних саван. Найтепліший місяць — лютий із середньою температурою 28,3 °C (83 °F). Найхолодніший місяць — липень, із середньою температурою 23,9 °С (75 °F).
| Клімат Атакпаме         | Клімат Атакпаме | Клімат Атакпаме | Клімат Атакпаме | Клімат Атакпаме | Клімат Атакпаме | Клімат Атакпаме | Клімат Атакпаме | Клімат Атакпаме | Клімат Атакпаме | Клімат Атакпаме | Клімат Атакпаме | Клімат Атакпаме | Клімат Атакпаме |
| Показник                | Січ.            | Лют.            | Бер.            | Квіт.           | Трав.           | Черв.           | Лип.            | Серп.           | Вер.            | Жовт.           | Лист.           | Груд.           | Рік             |
| Абсолютний максимум, °C | 38              | 42              | 42              | 42              | 36              | 37              | 36              | 33              | 32              | 42              | 38              | 42              | 42              |
| Середній максимум, °C   | 31              | 33              | 32              | 31              | 30              | 28              | 26              | 26              | 27              | 28              | 31              | 31              | 30              |
| Середня температура, °C | 27              | 28              | 28              | 27              | 26              | 25              | 23              | 23              | 24              | 25              | 26              | 26              | 26              |
| Середній мінімум, °C    | 22              | 23              | 23              | 23              | 22              | 22              | 21              | 21              | 21              | 21              | 22              | 22              | 22              |
| Абсолютний мінімум, °C  | 12              | 20              | 17              | 18              | 16              | 17              | 17              | 17              | 18              | 18              | 17              | 17              | 12              |
| Днів з опадами          | 1               | 2               | 4               | 5               | 6               | 7               | 10              | 11              | 8               | 6               | 1               | 0               | 61              |
| ----------------------- | --------------- | --------------- | --------------- | --------------- | --------------- | --------------- | --------------- | --------------- | --------------- | --------------- | --------------- | --------------- | --------------- |
| Джерело: Weatherbase    |                 |                 |                 |                 |                 |                 |                 |                 |                 |                 |                 |                 |                 |

## Історія
Місто Атакпаме було утворене як один з адміністративних центрів німецької колонії Тоголенд. В 1911 році тут були побудовані залізнична лінія Ломе — Атакпаме і потужна радіостанція, яка забезпечувала постійний зв'язок між Німеччиною та Центральною Африкою. З початком Першої світової війни ця радіостанція стала основною метою в боях, що розгорнулися між німецькими колоніальними військами та англо-французьким десантом, які висадилися 6 серпня 1914 року на узбережжі. Після боїв в районі Вахахала німці змушені були відступити, 24 серпня вони підірвали радіостанцію, а 26 серпня капітулювали.

## Населення
Атакпаме є п'ятим за величиною містом Того, чисельність населення Атакпаме — 92 296 осіб (на 2008 рік); за останні 17 років населення збільшилося майже в 4 рази (24 139 мешканців на 1981 рік). У Атакпаме та його околицях проживають різні народності. Саме місто знаходиться на території народу іфе, на південь від розселені еве та аджа, у горах на півночі — каб'є і акебу, на заході — акіосо. Крім них, у місті живе значна група з народності фон.
З 1964 року Атакпаме є центром однойменного римсько-католицького єпископства. З населяють єпархію 700 000 чоловік близько 40 % — католики, є невелика кількість мусульман. Решта жителів дотримуються традиційних африканських релігій.

## Економіка і транспорт
Основним заняттям місцевих мешканців є сільське господарство — вирощування бавовни, кави, какао, а також проса та ямса.
Є аеропорт; великий залізничний вузол на вітці, що йде з Ломе в префектуру Блітта.

## Відомі уродженці
- Ніколас Грюницький — президент Того в 1963—1967 роках.